# Međunarodni festival komornog teatra Zlatni lav
Međunarodni festival komornog teatra Zlatni lav je međunarodni kazališni festival profesionalnog komornog teatra koji se održava svake godine u Umagu u razdoblju od tjedan dana. 

## O festivalu
Festival je utemeljen na ideji trianguluma - convivenze triju naroda koji žive uz granicu: hrvatskog, slovenskog i talijanskog. Na festivalu nastupaju i umjetnici iz drugih zemalja regije, a u izbor selektora ulaze različiti oblici profesionalnog komornog teatra - od komornih scena velikih kazališnih kuća do neinstitucionaliziranih kazališnih ansambala i eksperimentalnih kazališnih formacija. Ocjenjivački sud najboljoj predstavi festivala dodjeljuje Grand Prix.

## Povijest
Festival se prvi put održao 2000. godine. Umjetnički ravnatelj festivala je Damir Zlatar Frey.

## Nagrade
Grand Prix festivala
- 2000. Martin McDonagh: Lepotna Kraljica Leenana,  r. Mateja Koležnik, Slovensko narodno gledališče, Ljubljana
- 2001. Paula Vogel: Kako sem se naučila voziti, r. Mateja Koležnik, Prešerenovo gledališče, Kranj
- 2002. Odon Von Hotvath: Vera ljubezen upanje, r. Eduard Miller, Prešerenovo gledališče, Kranj
- 2003. Sarah Kane: Razmadežna, r. Jernej Lorenci, Slovensko narodno gledališče, Ljubljana
- 2004. Tomi Janežič: Bez glume, molim!, r. Tomi Janežič, Teatar ITD, Zagreb
- 2005. Edoardo Erba: Maratona di New York, r. Neva Rošić, HNK Ivana pl. Zajca, Rijeka
- 2006. Pero Kvrgić za glumačko ostvarenje u predstavi U posjetu kod Gospodina Greena, r. Aida Bukvić, Planet Art, Zagreb
- 2007. Ksenija Zec: Nos vamos a ver, r. Ksenija Zec, Novi Život, Zagreb
- 2008. Oliver Frljić: Turbo folk, r. Oliver Frljić, HNK Ivana pl. Zajca, Rijeka
- 2009. Tatjana Gromača: Crnac, r. Tomi Janežič, HNK Ivana pl. Zajca, Rijeka
- 2010. Patrick Marber: Od blizu, r. Dino Mustafić, SNG Maribor, Maribor

## Vanjske poveznice
Službene stranice festivala  Arhivirana inačica izvorne stranice od 9. ožujka 2009. (Wayback Machine)